# امامزاده میر مطهرین میر میکائیل
امامزاده میر مطهرین میرمیکائیل مربوط به سده‌های متاخر دوران‌های تاریخی پس از اسلام - دوره صفوی است و در شهرستان دامغان، بخش امیرآباد، دهستان تویه دروار، روستای دشت بو، جاده اصلی، جنب مخابرات دشت بو، واقع در گورستان دشت بو واقع شده و این اثر در تاریخ ۱۸ اسفند ۱۳۸۷ با شمارهٔ ثبت ۲۵۰۹۵ به‌عنوان یکی از آثار ملی ایران به ثبت رسیده است.